# Велика Україна (іредентизм)

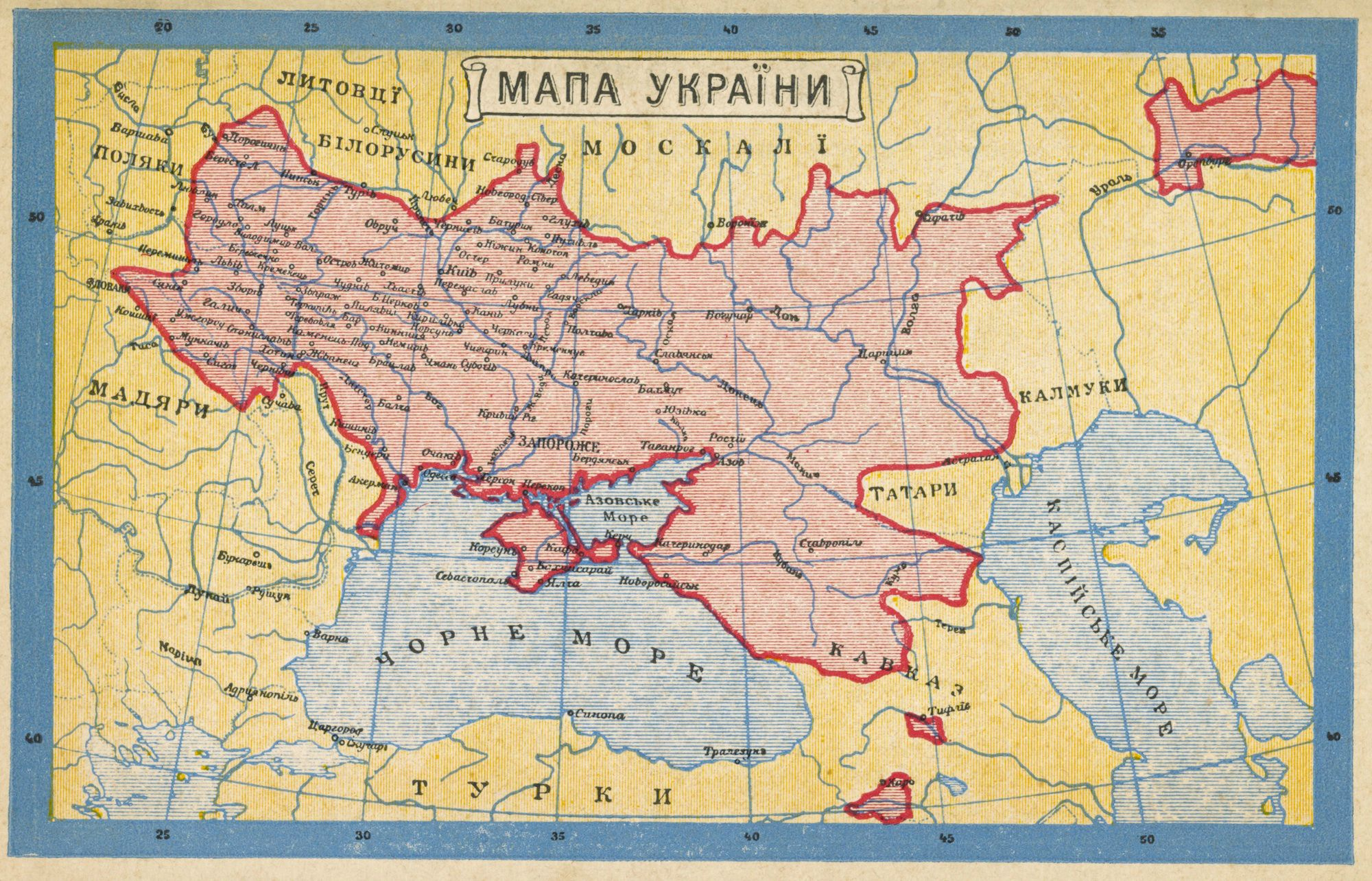
Мапа розселення українців у Європі з листівки, виданої 1919 року. Є одним з варіантів території Великої України

Вели́ка Украї́на — іредентична політична концепція. Історичне уявлення про Україну, Україну-Русь (наприклад, за Грушевським та іншими істориками) в її територіально більших і політично вагоміших реалізаціях, ніж сучасна, сформована на основі УРСР, яка має охоплювати всі українські етнічні території.

## Історія

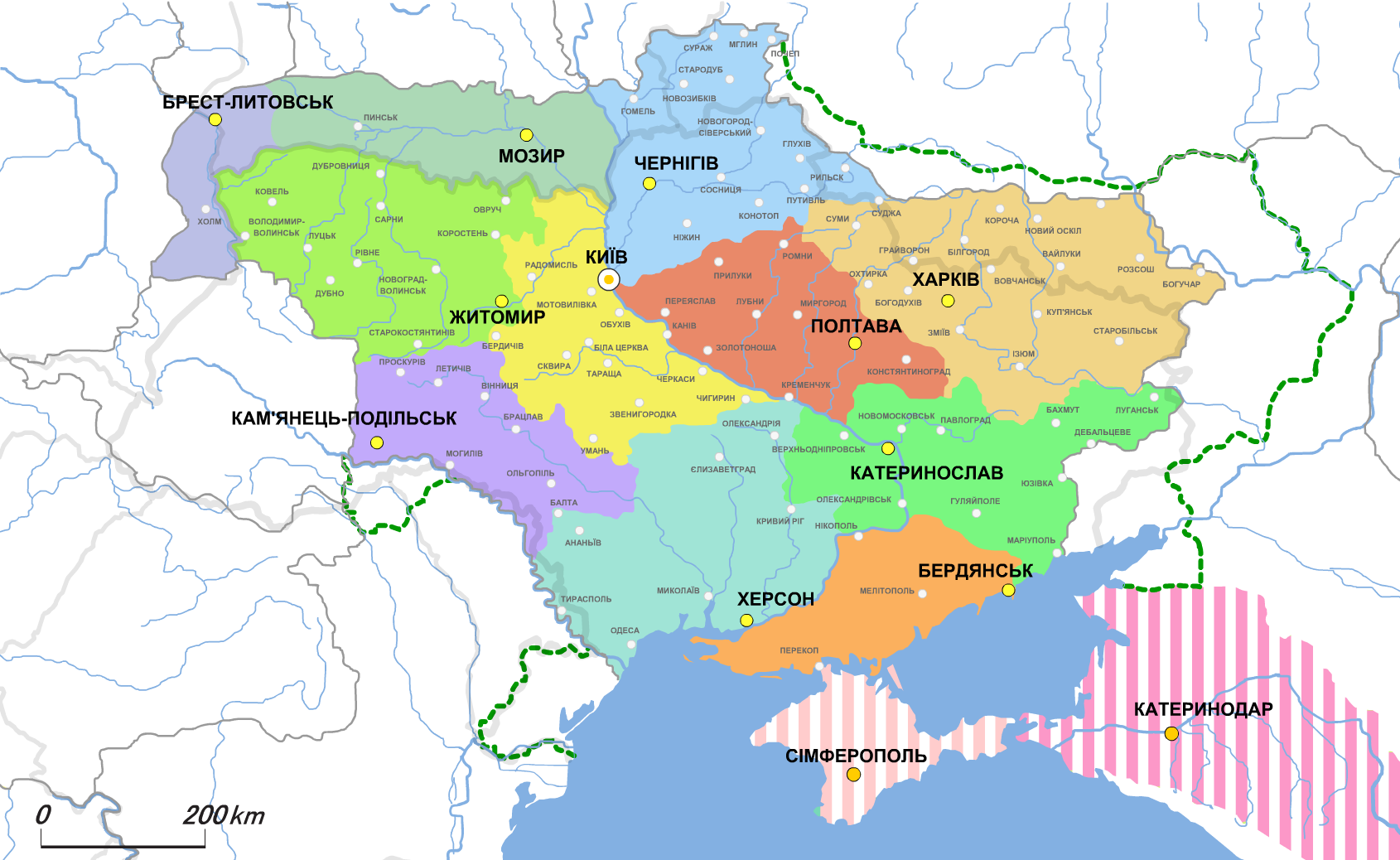
Адміністративно-територіальний поділ Української Держави. Зелена пунктирна лінія — територіальні претензії за українським населенням на цих землях

### Підйом національної свідомості
Десять заповідей Української Народної Партії (1902—1907) були сформульовані її лідером Миколою Міхновським в 1904 році.
Ці заповіді були свого роду кодексом партії. Вони закликали до однієї, єдиної, неподільної, від Карпат аж до Кавказу самостійної, вільної, демократичної України — республіки робочих людей.

### Міжвоєнний період

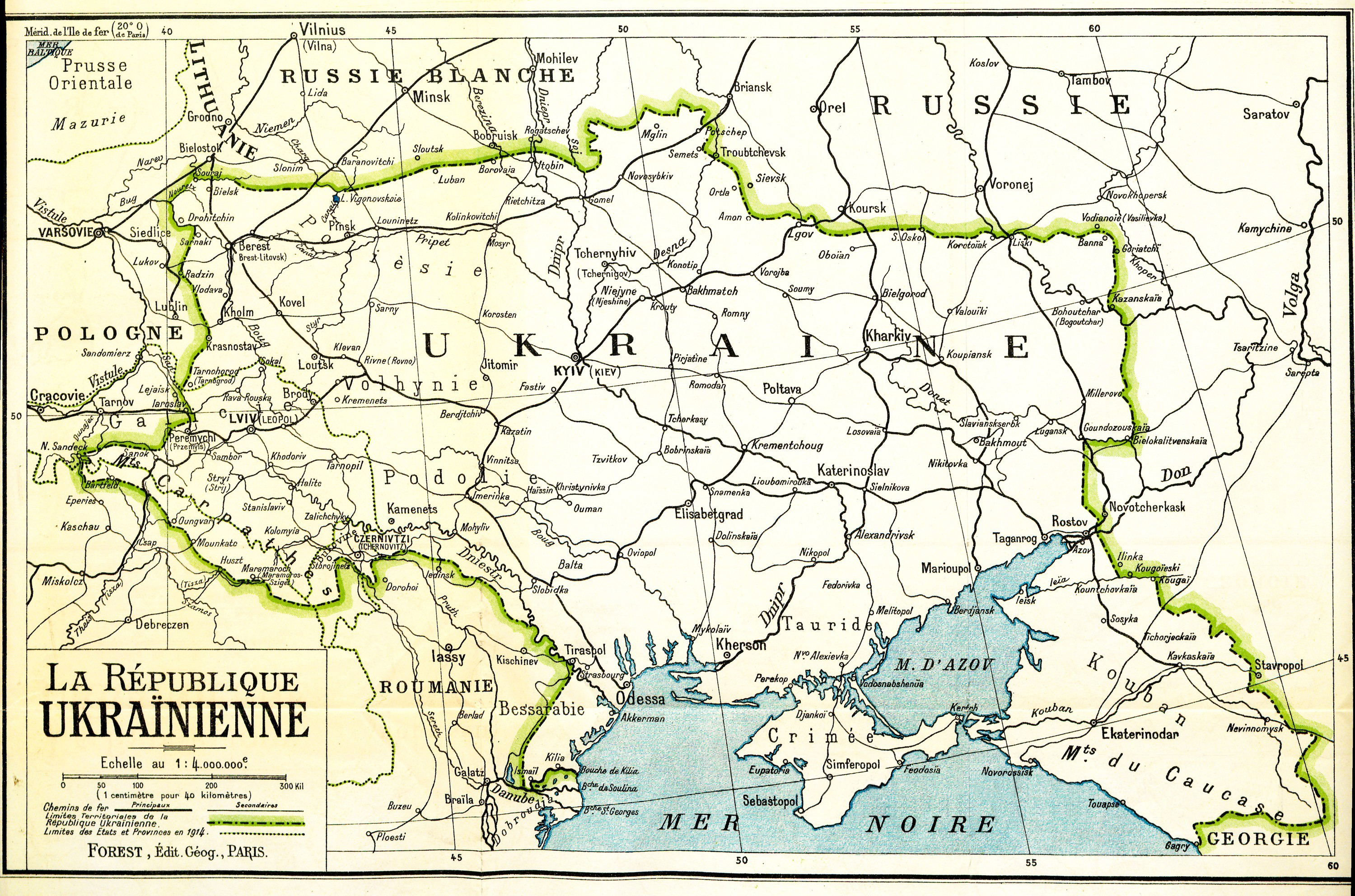
Межі України, заявлені делегацією УНР на Паризькій мирній конференції (1919-1920)

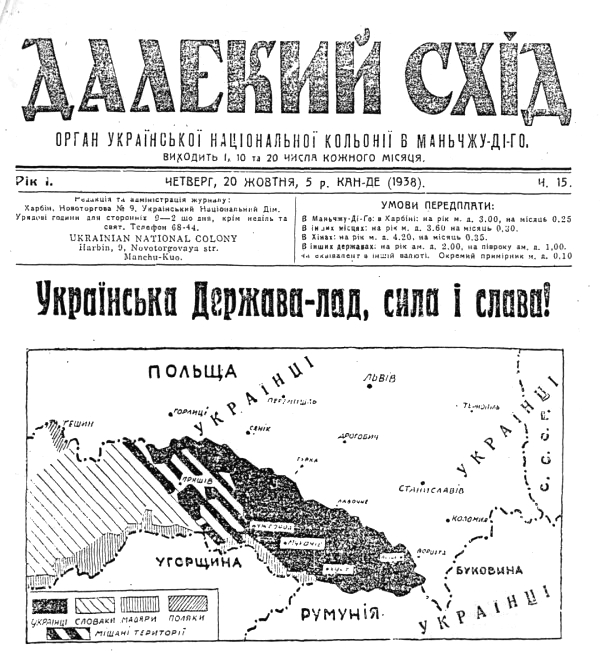
Повідомлення в Харбінській газеті «Далекий Схід» про створення Карпатської України (1938 рік)

У міжвоєнний період одним з ідеологів українського іредентизму — утворення «Української імперії» був Михайло Колодзінський. Основні положення він виклав у своїй праці «Українська воєнна доктрина» (1935—1937). Відомий його вислів: «Не будувати Україну тільки над Дністром чи Дніпром, але Україну в таких розмірах, які їй вимірив самий Творець, коли надавав землі нинішній географічний вигляд. Схід Європи мусить бути наш, бо такий заповіт зіставили нам наші прадіди». Михайло Колодзінський детально окреслив кордони майбутньої української держави, до складу якої мали би входити крім усієї сучасної України, Молдова, значні частини Румунії, Польщі, Білорусі і Росії (аж до середньої Волги і Каспійського моря).

### Сучасність
У сучасній Україні в деяких громадських і політичних організацій — проєкт утворення самодостатньої (без орієнтації ані на Схід, ані на Захід) української національної держави в етнічних межах. У 1991—2004 роках проєкт проголошувався метою діяльності правої Соціал-національної партії України (пізніше партія перетворилась на ліберальніше за поглядами ВО «Свобода»). Зараз реалізація цього проєкту є метою кількох громадських організацій: «Патріот України», «Українська Альтернатива», Національна дія «Рід» та організації української молоді «Спадщина».

## Спірні регіони

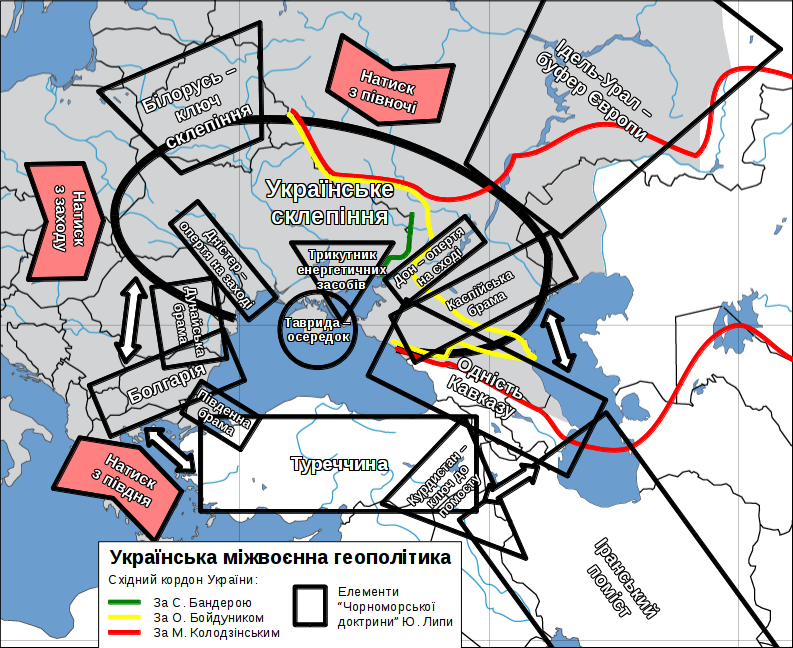
Східний кордон України з етнографічним (О. Бойдуник), геополітичним (Ю. Липа), імперіалістичним (М. Колодзінський) та «націоналістично-послідовним» (С. Бандера) принципами.

Від часу проголошення ідеї Міхновського про «Українську Самостійну Соборну Державу» були основним національним гаслом, проте багато суперечок викликає уявлення про те, що «соборність» українських земель в 1939–45 роках була забезпечена лише частково.
Сьогодні теоретичний Український іредентизм в основному спрямований на схід, на території, які входять до складу  РФ:
- Стародубщина та Сіверщина, на північ від Чернігівщини
- Східна Слобожанщина, південно-східні частини Курської, Білгородської та Воронезької областей.
- Донщина, північно-західна частина Ростовської області
- Кубань та Ставропольщина, або Малиновий Клин (Кубанська Народна Республіка)

На захід, територіальні претензії включають:
- Подністров'я, лівий берег Дністра в Молдові ( Придністров'я (де-факто) / східна  Молдова (де-юре))
- Пряшівщина, північно-східна частина  Словаччини: Пряшівського краю
- Південно-східна територія  Польщі: стосовно Холмського та Підляського, Підкарпатського, Малопольського воєводств
  - Закерзоння та Перемишльщина: Лемківщина (Лемко-Русинська Республіка, Команчанська Республіка), Бойківщина, Надсяння, Любачівщина, Холмщина, Південне Підляшшя
- Берестейщина та Пінщина, південно-західна частина  Білорусі: Берестейської та Гомельської областей (Пінська область), також див. Поліська округа
- Південна Мармарощина та Південна Буковина, північ  Румунії: території Марамуреша та Сучави.

Можливість висунення серйозних територіальних претензій України до своїх сусідів вкрай мала (іредентистські рухи превалюють у середині самої країни, й підтримують об'єднання російськомовних регіонів з Російською Федерацією, див. Проросійські виступи в Україні (2014)). Тим не менш, більш радикальні українські націоналісти цілком можуть спробувати скористатися російськими труднощами в проблемних регіонах, як-от Північний Кавказ, і, можливо, навіть далі, особливо, якщо між Росією та Україною станеться серйозний конфлікт.

### Кубань
| 90-75% 75-50% 50-25% | 25-10% 10-5% 5-2% |

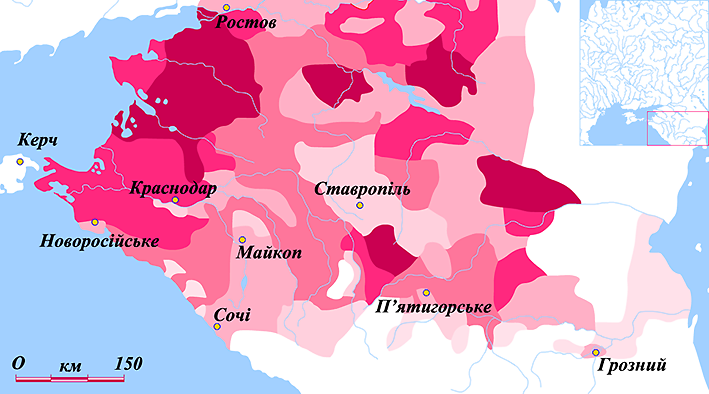
Українці на Кубані, відповідно перепису 1926 року
90-75%
75-50%
50-25%
25-10%
10-5%
5-2%

Перші українські поселення на Кубані датовані 1792 та до середини XX століття більшість населення ідентифікувала себе, як Козаки або Українці.
На початку XX століття після розпаду Російської імперії й початку більшовицької та білогвардійської агресії були спроби до об'єднання з Української Народною Республікою та пізніше з Українською Державою П. Скоропадського, проте ці спроби зазнали невдачі та були жорстоко придушені.
Пізніші спроби до об'єднання були вже за Української Соціялістичної Радянської Республіки, але будь-який рух в цьому напрямку було придушено радянським терором 1937-го року й згортанням політики коренізації та пізніше навіть згадка про це була під цілковитим табу, як в Радянському Союзі, так і в Російській Федерації.
Завдяки агресивній політиці русифікації, як основи власної національної політики, які провадили Російська імперія, Радянський Союз, а зараз продовжує Росія, включаючи Голодомор, більшість населення прийняло російську самоідентифікацію, а в середині 2000-х років з подання місцевого губернатора, кубанська балачка офіційно почала вважатися діалектом російської мови, відсоток тих хто продовжує вважати себе українцями знизився з офіційних 55 % (1926) до 0.9 % (2002).

### Південна Буковина
6 липня 1940 року радянські війська спробували захопити Путну і приєднати її до Української РСР, але атака була відбита румунськими військами.

## Основні риси
Серед головних рис проєкту «Великої України», як сильної національної держави:
- соборність (включення до своїх кордонів усіх українських етнічних земель);
- автаркія (самодостатня економіка);
- імперіалізм (орієнтація на зовнішню експансію та домінування). Право на життя на власній етнічній території та боротьба з іншими народами є одною з ключових ідей всього націоналізму, зокрема, у творах Дмитра Донцова[8];
- ініціація (визначення пріоритетів), утворення Центральноєвропейського військово-політичного блоку (напр. Серединна Європа). Глобалізм піддають гострій критиці з точки зору націоналістично-культурних інтересів[9], тому оптимальним має бути союз держав-сусідів для забезпечення незалежності кожної з цих держав;
- націократія (альтернативний демократії державно-політичний режим).